# マンハッタン島の挽き離し
マンハッタン島の挽き離し（The sawing-off of Manhattan Island、マンハッタンとうのひきはなし）は、アメリカ合衆国ニューヨーク市のマンハッタン島にまつわる真偽不明の都市伝説である。その内容は、次のとおりである。
マンハッタン島南部のバッテリー付近が重くなりすぎ、海の中に沈み始めているという噂が1820年代に広まった。そこで、引退した船大工でロジアー(Lozier)という名の人物が、ある悪戯を1824年に仕掛けた。ロジアーは、マンハッタン島をいったん切り離したうえで、180度回転させてから重くなったバッテリー側を本土につないでマンハッタン島を安定させ、新たに南端となる部分の開発を制限して重くなりすぎないようにすればよい、という提案をした。世間の関心は、その発想のくだらなさではなく、マンハッタン島を回転させようにもロングアイランドが邪魔になるのではないかという点に集中した。ロジアーは、何とかこの難事業の遂行に必要な労働力と支援態勢を整えた。ところが、大々的な起工式の予定日になってもロジアーは姿を見せず、ブルックリンに姿を隠し、その後何か月も戻って来なかった。
上記の悪戯話は、当時発行されていたことが知られている新聞には掲載された形跡がなく（当時の新聞はこのような悪戯を報じないのが普通だった）、「登場人物」の存在を示す記録も見つかっていない。小説家のジョエル・ローズ(Joel Rose)は、著書の『New York Sawed in Half: An Urban Historical』（2001年）で、このような「悪戯」が行われたとする記録自体が捏造だろうとの結論を示している。ローズによれば、この「悪戯」に関する最初の記述は、トーマス・F・D・ヴォー(Thomas F. De Voe)（1811年 - 1892年）が、ロジアーの仲間だったとされる叔父から聞いた話として『The Market Book』（1862年）に書いたものである。その後、ハーバート・アズベリー(Herbert Asbury)の著作『All Around The Town: Murder, Scandal, Riot and Mayhem in Old New York』（1934年。『Gangs of New York』の続編として発行された）で再び取り上げられた。また、1960年代のリーダーズ・ダイジェストの書籍『Scoundrels and Scallywags: 51 Stories of the Most Fascinating Characters of Hoax and Fraud』（1968年）にも要約が記載されている。

## 読書案内
- “The Day They Almost Sawed Off Manhattan”. History Buff. 2007年9月27日時点のオリジナルよりアーカイブ。2012ｰ03-14閲覧。（英語）
- “Just a little spin of the land and our problem will be solved”. nycap.rr.com. 2007年10月12日時点のオリジナルよりアーカイブ。2012ｰ03-14閲覧。（英語）